# Zandalee
Zandalee – amerykański thriller erotyczny z wątkiem dramatycznym w reżyserii Sama Pillsbury. Film miał swoją premierę w Stanach Zjednoczonych 18 lipca 1991 roku. Scenariusz produkcji autorstwa Mari Kornhauser luźno nawiązuje do powieści Emila Zoli pod tytułem Teresa Raquin.

## Fabuła
Zandalee Martin to młoda właścicielka butiku. Kobieta mieszka na co dzień w Nowym Orleanie. Kilka lat temu wyszła za mąż za biznesmena Thierry’ego Martina. Zandalee jest sfrustrowana i niespełniona swoim związkiem, ponieważ Thierry nie zaspokaja dostatecznie kobiety. Małżonkowie powoli oddalają się od siebie. Pewnego dnia Thierry spotyka dawnego przyjaciela, Johnny’ego Collinsa. Johnny jest artystą, zajmuje się malowaniem obrazów, które nie sprzedają się dobrze. Johnny znajduje inne źródło dochodów. Sprzedaje kokainę miejscowemu handlarzowi narkotyków. Thierry zaprasza kumpla do swojego domu, gdzie wspominają czasy młodości. Johnny w trakcie rozmowy proponuje Thierry’emu, że namaluje jego portret. Mężczyzna zgadza się, innego zdania jest Zandalee, której ciężko jest się przekonać do ekstrawaganckiego stylu bycia Johnny’ego. Coraz bardziej zdesperowana kobieta odwiedza klub nocny z przyjacielem. Na miejscu całuje przypadkowo spotkanego mężczyznę. Johnny staje się częstym gościem domu Martinów, gdzie maluje portret Thierry’ego. Zandalee podejmuje kilka prób uprawiania seksu z mężem. Kończą się one niepowodzeniem, biznesmen ma blokadę psychiczną.
Pod chwilową nieobecność Thierry’ego, Johnny całuje Zandalee. Kobieta nie kryje niezadowolenia z zaistniałej sytuacji. Następnego dnia artysta spotyka Zandalee na ulicy. Kobieta nie potrafi oprzeć się przyjacielowi jej męża. Swój romans kochankowie ukrywają przed całym światem, spotykając się między innymi w mieszkaniu mężczyzny. Johnny spełnia niezrealizowane erotyczne pragnienia Zandalee. Kobietą targają wyrzuty sumienia. Z jednej strony chciałaby być wierna mężowi, z drugiej rozsądek nie potrafi zwyciężyć nad pożądaniem. Na jednej z kolacji organizowanych przez Martinów, Johnny pojawia się z kochanką. Zandalee nie kryje przed wszystkimi gośćmi zazdrości. Tymczasem Thierry zaczyna podejrzewać, że żona może go zdradzać. Podczas jednej ze schadzek Johnny prosi Zandalee, by ta rozeszła się z mężem. Kobieta stanowczo nie zgadza się na takie rozwiązanie, wciąż kocha Thierry’ego i nie wyobraża sobie życia bez niego. Artysta jest wściekły obrotem spraw. Sądził, że nie będzie musiał dzielić się Zandalee. 
Thierry chce spędzić romantyczne chwile z żoną, małżonkowie nie pamiętają, kiedy byli sami przez kilka dni. Martinowie jadą nad jezioro. Czas wolny upływa im między innymi na jeździe motorówką. Do ośrodka wypoczynkowego przyjeżdża Johnny. Spotyka się z Thierry’m i Zandalee w sklepie. Biznesmen proponuje jazdę łodzią motorową. Podczas wyprawy daje do zrozumienia pozostałej dwójce, że wie o ich romansie. Dochodzi do nieszczęśliwego wypadku, gdy rozpędzona łódź wchodzi w zakręt, Thierry wpada do wody i zaplątuję się w nenufary. Zandalee chce go ratować, sprzeciwia się temu Johnny. Biznesmen umiera. Kochankowie wracają do miasta. Malarz ma nadzieję, że teraz kobieta będzie z nim. Zandalee nie może zapomnieć o śmierci męża, definitywnie odchodzi od Johnny’ego. Pakuje swoje rzeczy i wychodzi z mieszkania artysty. Na ulicy dogania ją kochanek. Dochodzi do kłótni, ponieważ Johnny nie chce, by Zandalee go opuściła. W pewnym momencie podjeżdża samochód. Kierowca auta trzyma pistolet w dłoni i celuje w artystę. Ma to być kara za długi, jakie narobił w handlu narkotykami. Zandalee podejrzewając, co zrobi diler, osłania swoim ciałem Johnny’ego. Kula śmiertelnie rani kobietę. 

## Obsada
- Nicolas Cage jako Johnny Collins
- Judge Reinhold jako Thierry Martin
- Erika Anderson jako Zandalee Martin

W pozostałych rolach:
- Viveca Lindfors jako Tatta
- Aaron Neville jako Jack
- Joe Pantoliano jako Gerri
- Marisa Tomei jako Remy
- Ian Abercrombie jako Louis Medina
- Newell Alexander jako Allen Calhoun
- Zach Galligan jako Rog